# 新乡经济技术开发区
新乡经济技术开发区的前身是2003年成立的新乡工业园区，2012年11月升格为国家级经济技术开发区，成为新乡市首家国家级开发区。

## 主要企业
落户新乡经济技术开发区的项目包括：
- 马来西亚联熹水处理有限公司投资10亿元的基础设施项目
- 成都南辉实业股份有限公司17.8亿元的现代物流项目
- 湖北三环车灯有限公司3.5亿元的汽车配件项目